# Hexen II: Portal of Praevus
Hexen II: Portal of Praevus est une extension officielle pour le jeu de tir à la première personne Hexen II.
Portal of Praevus inclut de nouveaux niveaux, de nouveaux ennemis et une nouvelle classe de personnage jouable : la démone. Le jeu met l'accent sur la tentative de résurrection des trois Serpent Riders par le sorcier maléfique Praevus. L'histoire se déroule sur un cinquième continent, Tulku, disposant d'un décor Sino-Tibetain.
La démone est la seule à avoir une arme de départ de distance, alors que tous les autres commencent par des armes de mêlée.
Le jeu introduit également des améliorations mineures au moteur de jeu, pour la plupart liées à l'interface utilisateur, au niveau des scripts ou encore des effets de particules (pluie ou neige) et des objets 3D.